# District de Mallakastër

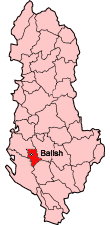

Le district de Mallakastër est un des 36 districts d'Albanie. Il a une superficie de 325 km2 et compte 55 000 habitants. Sa capitale est Ballsh.
Il est mitoyen des districts albanais de Fier, Berat, Tepelenë et Vlorë. Le district dépend de la préfecture de Fier.